# 时尚先生 (刊物)
《时尚先生》（英語：Esquire）是赫斯特國際集團旗下的一个刊物，1933年10月创刊发行的月刊。主要方向是：成熟男性理想、兴趣、好奇心以及热情生活。

## 历史
《时尚先生》于1933年10月由美国人大衛·A·斯馬特创立。

## 国际版
- 中国大陆
  - 1996年创刊
  - 2020年3月下旬，因选择中国男星肖战为杂志拍摄封面照，卷入肖战粉丝举报事件。杂志编辑与抵制肖战的网友在微博展开“骂战”。期间被网友举报，杂志中文官网将台湾、香港与中国并列，视为独立国家，违反中国政府的一个中国原则。26日晚间，杂志删除中文版内容，美国版页面保持不变[3]。27日，杂志微博帐号发表声明，称“《时尚先生》创办24年”“始终坚持一个中国原则绝不动摇”[4]。
- 捷克
- 希腊
- 萨尔瓦多（2009年开始）
- 香港
- 印度尼西亚
- 日本
- 韩国
- 马来西亚（2011年4月开始）
- 墨西哥
- 中东（2009年11月开始）
- 荷兰
- 菲律宾（2011年10月开始）
- 台湾
- 罗马尼亚
- 俄罗斯
- 西班牙
- 泰国
- 土耳其
- 英国（1991年开始）